# ساكورا (أنمي)
ساكورا (بالإنجليزيةSakura wars) مسلسل أنمي ياباني من إنتاج إستديو مادهاوس عرض لأول مره في 8 أبريل 2000 واستمر عرضه حتى 23 سبتمبر 2000. تمت دبلجة المسلسل للغة العربية بواسطة مركز الزهرة وعرض على قناة سبيس باور.

## الشخصيات
- ساكورا

ذات الشعر السود  لها سيف تقاتل به وهي تهتم به كثيرا.
- كانانا

ذات الشعر الزرق قوية جدا ويمكنها القضاء على أكثر من واحد في مرة واحدة.
- ماريا

ذات الشعر الاخضر  تستخدم مسدس ودائما ما تحمله معها.
- آريس

الصغيرة في العمر ذات الشعر الاصفر تحب دبها كثيرا الذي معها.
- ريكو ران

ذات الشعر البنفسجي المضفور تحب الاختراع ودائما ما تخترع لكنه احيانا تفشل.
- سوميري

ذات الشعر الزهري  القصير دائما ما تتباها بجمالها وهي مغرورة نوعا ما.

## وصلات خارجية
- الموقع الرسمي
 (باليابانية)
- Official Madhouse website (باليابانية)
- Official ADV website (بالإنجليزية)
- Official Anime Network website (بالإنجليزية)
- ساكورا على موقع IMDb (الإنجليزية)
- ساكورا على موقع قاعدة بيانات الفيلم (الإنجليزية)
- ساكورا على موقع ANN anime (الإنجليزية)